# Ben Stevens
Ben Stevens (ur. 18 marca 1959, zm. 13 października 2022) – amerykański polityk, działacz Partii Republikańskiej, były przewodniczący senatu stanu Alaska.
Jest synem wpływowego republikańskiego Senatora Stanów Zjednoczonych i obecnego przewodniczącego pro tempore izby wyższej amerykańskiego kongresu Teda Stevensa.
Ben Stevens ukończył nauki ekonomiczne na Arizona State University. Do Senatu stanowego mianował go w 2001 gubernator Tony Knowles. Wybrano go w 2002.
Stevens był przesłuchiwany przez FBI w związku ze śledztwem w sprawie korupcji politycznej na Alasce, choć nie został oskarżony o żadne przestępstwo. 31 sierpnia 2006 jego biuro przeszukiwali agenci FBI.
Po tym jak zadecydował o nie ubieganie się o reelekcję do Senatu w wyborach w 2007 roku, zachował stanowisko członka Krajowego Komitetu Partii Republikańskiej. We wrześniu 2007 Sarah Palin i John Harris wezwali go do dymisji, z powodu brania udziału w śledztwie dotyczącym jego powiązań ze sprawą korpucji na Alasce. Od ponad dwóch lat Steven nie uczestniczył w posiedzeniach Krajowego Komitetu Partii Republikańskiej .